# Bully Hill
 Der seit 1979 unter Schutz stehende Bully Hill (nicht zu verwechseln mit den Bully Hills von Tathwell) ist ein steinzeitlicher nichtmegalithischer Langhügel (englisch Long Barrow) nördlich der Bully Hill Farm, nordöstlich vom Weiler Tealby, bei Market Rasen in North East Lincolnshire in England. Langhügel wurden als Erd- oder Trockensteinhügel meist mit flankierenden Gräben errichtet. Sie fungierten während der früh- und mittelneolithischen Periode (3400–2400 v. Chr.) als Grabmonumente.
Der Bully Hill ist heute ein gut erhaltener baumbestandener Hügel am Rande eines Feldes, der eine Höhe von etwa drei Metern und einen Durchmesser von etwa 25,0 Metern hat. Der Hügel liegt direkt neben der Straße B1225, die als die Altstraße „High Street“ bekannt ist. Sie verläuft entlang der Ostseite der Lincolnshire Wolds und ist mit vielen Rund- und Langhügeln verbunden. Nur ein wenig westlich von Bully Hill liegt das Tal, des Oberlaufes des Flusses Rase. Die Verbindung mit Wasser sowie die Nähe zur High Street könnten eine wichtige Überlegung beim Bau der Hügel gewesen sein. Nur 300 Meter nordwestlich eines Langhügels wurden die Reste eines Kultplatzes entdeckt.
Der aus der Luft gut sichtbare Langhügel ist Ost-West orientiert. Es ist von einem etwa 56 Meter langen und 30 Meter breiten, verfüllten Graben umgeben. Es wird vermutet, dass diese Form den einfacheren Typ der Langhügel in Lincolnshire darstellt.
In der Nähe liegt der Langhügel von Tathwell.